# 雷姓
雷姓是一個中文姓氏，在《百家姓》中排名第69位。

## 起源
- 源于姜姓
  - 相传炎帝神农氏的九世孙叫雷。在黄帝征伐蚩尤时，雷身先士卒，助黄帝剿除蚩尤立下大功。黄帝论功行赏，把雷封于方山（今河南禹州市方山镇）。雷之后裔以及部族人等，以国为姓氏，复姓方雷氏。在方雷氏的后裔子孙中，又分衍为两支，有以先祖名字为姓氏者，称雷氏，亦有以国名为姓氏者，称方氏。

- 源于子姓
  - 出自纣王宠臣雷开。传说雷开对纣王忠心耿耿。在周武王伐紂后，雷开后裔有延续其先祖姓氏者，称雷氏，世代相传至今。

- 源于黄帝属下大臣
  - 传说黄帝属下有大臣曰雷公，精通医术，曾与黄帝一起讨论医学理论。雷公后裔延续其先祖之姓氏，即雷氏，世代相传至今。

- 源于南夷
  - 据《姓氏考略》记载：东汉末期以及魏晋南北朝，有部族曰潳山蛮，居于今湖北省境內，后改汉姓为雷。潳山蛮后逐渐迁徙至岭南地区，世代生息繁衍至今。

## 播迁
先秦时期，雷姓活动集中于河南，惟一直不活跃，史书亦極少记载。直至魏晉南北朝，雷氏已分布于長江一帶包括江西、安徽、四川、湖北等省。唐代以后，雷姓南北均有发展，已散播至山西、陝西、湖南、广东等省。宋代时，雷氏分布更为广泛，今江西、福建、广西、湖南、广东、山西等省，均有雷氏人居住。 
当代雷姓大约占全国人口的0.25%。其分佈較廣，包括陝西、四川、湖北、湖南、广东、广西等省，共居住了大约56%的雷姓人群。

## 延伸阅读
[在维基数据编辑]
 《百家姓》
 《欽定古今圖書集成·明倫彙編·氏族典·雷姓部》，出自陈梦雷《古今圖書集成》